# Privilegium maius

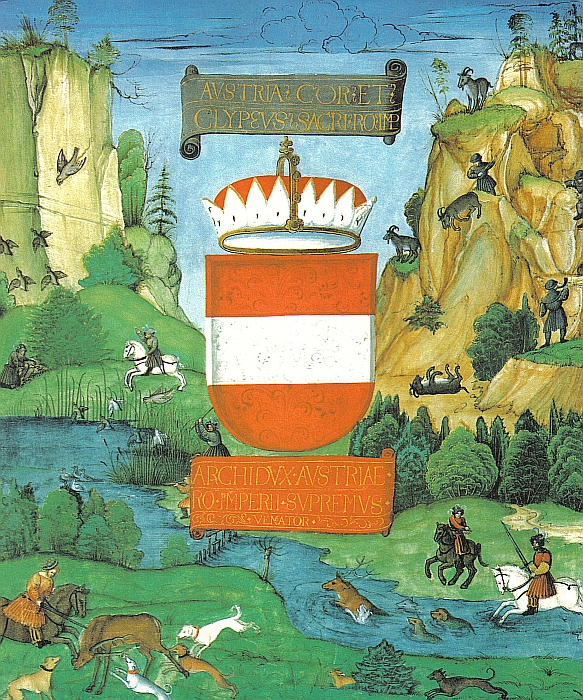
Privilegium maius (1512) Pagina de titlu a exemplarului împăratului Maximilian I, cu reprezentarea scutului austriac, a coroanei arhiducale austriace (cu țepi, arc de cerc și cruce) asemănătoare unei coroane regale.

Privilegium maius (în germană Großer Freiheitsbrief) este considerat a fi una dintre cele mai abile falsificări de documente din Evul Mediu, prin care dinastia habsburgică a dobândit noi privilegii și prin care i s-au reconfirmat privilegii primite anterior. Începând de la mijlocul secolului al XV-lea acest document a stat la baza constituirii și dezvoltării ulterioare a ceea ce a purtat numele de „țările austriece”. Privilegium maius, care a fost creat pe baza documentului existent Privilegium minus emis din 1156, punea de facto dinastia Habsburg pe picior de egalitate cu principii electori din Sfântul Imperiu Roman.

## Conținutul certificatelor
Privilegium maius cuprinde cinci documente falsificate, pretinse a fi originale:
- certificatul din 4 octombrie 1058 (emis de regele Henric al IV-lea pentru margraful Ernest al Austriei care face obiectul opiniei exprimate de Francesco Petrarca);
- certificatul din 17 septembrie 1156 (emis de împăratulFrederic I Barbarossa, care reprezintă „extinderea” certificatului Privilegium minus);
- certificatul din 24 august 1228 (emis de regele Henric al II-lea de Suabia pentru ducele Leopold al VI-lea de Austria);
- certificatul din iunie 1245 (emis de împăratul Frederic al II-lea, care reprezintă confirmarea privilegiilor din Privilegium maius și adăugarea altora noi);
- certificatul din 11 iunie 1283 (emis de regele Rudolf I pentru fiii săi, Albert și Rudolf, reprezentând o confirmare a tuturor documentelor anterioare).[2]

O înălțare a margrafiatului Austria, respectiv a ducatului Austria, la rangul de „arhiducat” nu există în Privilegium maius. Termenii „ducatus” și „dux”, precum și ceea ce ar reprezenta confirmarea privilegiilor acordate anterior ducelui și ducatului său ca și extinderea acestora, vizează poziționarea pe picior de egalitate a ducelui Austriei cu principii electori, pentru ca privilegiile lui să fie egale cu cele stabilite și descrise în Bula de Aur, astfel:
- indivizibilitatea domeniilor;
- primogenitura automată (ulterior extinsă prin Pragmatica sancțiune);
- jurisdicția independentă, în care „de jure” nu mai există posibilitatea ca aceasta să fie înlocuită cu o instanță altă ori de a apela la instanța „regală” sau „imperială”;
- simbolurile puterii⁠(d) și decorațiile ceremoniale, de exemplu ceremonialul înfeudării călare (și nu îngenunchind), solemnitatea înfeudării cu pălăria ducală sub forma coroanei „cu dinți” (asemănătoare celei regale) ș.a.

Privilegiile stabilite prin lege, cum ar fi scutirea de la obligativitatea susținerii militare a imperiului sau dreptul ducelui de judecător superior, reduceau obligațiile acestuia față de imperiu la un minim absolut. Altele, precum indivizibilitatea teritoriului domeniilor și succesiunea primogeniturii, s-au orientat după cele care erau valabile pentru principii electori. A fost adăugată exercitarea guvernării de către seniorul dinastiei, ceea ce a dus la restrângerea drepturilor fraților acestuia de a participa la exercitarea puterii.
Bula de Aur din 1356 stabilise poziția principilor electori și teritoriile lor, prin aceasta fiind confirmate privilegiile fiecăruia dintre ei. Habsburgii, deși erau puternici sau poate tocmai datorită puterii lor și a conglomeratului impresionant al teritoriilor lor, nu primiseră vreun privilegiu prin Bula de Aur. Pentru ambițiosul Rudolf complet convins de importanța Casei de Habsburg, aceasta a fost o grea lovitură. Tânărului i-a fost dificil să accepte că familia lui nu primise nici o poziție corespunzătoare puterii ei.
Privilegium maius trebuie să fi fost pentru împăratul Carol al IV-lea, socrul lui Rudolf, nu neapărat o monstruozitate, ci mai degrabă o listă de cereri exagerate bazate pe privilegiile deja existente ale familiei de Habsburg. Carol al IV-lea îi acordase deja în 1348 ducelui Albert al  II-lea al Austriei, tatăl lui Rudolf, prin Privilegium de non evocando⁠(d) dreptul de a deține monopolul judecătoresc, îi permisese să folosească o coroană asemănătoare celei regale, iar înfeudarea lui fusese făcută într-un loc unde era permisă desfășurarea aceastei ceremonii imperiale, dar faptul că se afla în Ducatul Austria, era un privilegiu. Ceea ce lipsea era titlul introdus printr-un document imperial și acesta a fost cel mai probabil scopul pentru care Rudolf inițiase Privilegium maius.
Privilegium maius a constituit o bază legală pentru intensificarea ulterioară și consolidarea puterii familiei de Habsburg. Deși Rudolf al IV-lea nu a obținut de la împărat confirmarea privilegiilor dorite, totuși el a reușit să introducă ideile acestor documente în teritoriile sale. Cele mai importante obiective includeau extinderea suveranității feudale într-un teritoriu cât mai mare posibil și creșterea puterii de a dispune asupra proprietăților ecleziastice.
De cele mai multe ori Privilegium maius este redus ca înțeles doar la titlul de „Arhiduce” însă în documentele pe care le cuprinde, cuvântul „archidux” (arhiduce) se găsește o singură dată și anume în sigtagma „palatinus archidux” (Arhiducele Palatinal) în legătură cu distincțiile ceremoniale care se demonstrează o poziție privilegiată a dinastiei habsburgice. Instituirea titlului „Arhiduce Palatinal” țintea de fapt atingerea unei poziții egale cu cea deținută de cei trei principi electori ecleziastici (cei mai înalți funcționari imperiali) și de ceilalți principi electori care ocupau funcțiile imperiale principale (paharnic, trezorier, hatman și stolnic), ideea urmărită în mod special fiind apropierea de poziția contelui Palatin al Rinului și a ducelui de Saxonia. Aceștia din urmă aveau drepturi suplimentare față de ceilalți principi electori. Printre multele drepturi stipulate în diferitele documente, Privilegium maius stabilea că Vicariatul imperial revenea automat Habsburgilor pentru toate teritoriile lor, fără ca un alt principe elector să poată primi această funcție prin hotărârea împăratului. (Vicarul imperial era cel ce exercita cârmuirea în locul regelui atunci când tronul era vacant sau când regele nu se afla într-un teritoriu al imperiului.) Din Privilegium maius derivă și legitimarea ca „Arhiduce Palatinal” a stăpânului Ducatului Carintia ce aparținea, de asemenea, familiei de Habsburg. Conform Cronicii lui Johann von Viktring⁠(d), ducele de Carintia deținea funcția de „maestru imperial de vânătoare” - o funcție imperială importantă. Începând din 1361 după repetate certuri cu Carol al IV-lea, socrul său, acesta i-a permis lui Rudolf printr-un acord tacit, să poarte titlul de „Arhiduce” însă fără adăugirea „Palatinal”.

## Crearea certificatelor
Privilegium maius este format din cinci documente care au fost create în iarna 1358-1359 la ordinul ducelui Rudolf al IV-lea. Autorii sunt necunoscuți. Este presupusă o participare a cancelarului lui Rudolf, Johann Ribi von Lenzburg⁠(d) sau a consilierului său, Lamprecht von Brunn⁠(d), însă nu există dovezi. După cum au fost concepute și după formulare se poate deduce că autorii aveau pregătire juridică și cunoștințe despre istorie, iar persoana responsabilă de scrierea efectivă a documentelor false avea abilități caligrafice enorme.
Baza falsificării a constituit-o certificatul imperial Privilegium minus emis la 17 septembrie 1156 al cărui conținut a fost mult extins. Sigiliu de aur aplicat pe certificatul Privilegium minus a fost detașat și apoi reatașat la Privilegium maius. Probabil că originalul certificatului Privilegium minus a fost apoi distrus căci nu mai există decât copii ale acestuia. De asemenea, a fost conceput un document bazat pe textul unui certificat conceput în 1245 prin care Frederic al II-lea dorise să ridice Ducatul Austria la rang de regat, dar care nu a ajuns niciodată finalizat. Aceste documente false atât de convingătoare în Evul Mediu Timpuriu și Mijlociu demonstrează că ele au avut la bază niște modele reale.
Urmărind să facă un rezumat incontestabil și clar al privilegiilor familiei sale, pe 11 iulie 1360 Rudolf al IV-lea a cerut un „Vidimus” ceea ce reprezenta certificarea de către mai mulți clerici a copiilor documentelor reale și ale celor falsificate astfel încât să nu mai fie necesară prezentarea documentelor „originale” la negocierile cu împăratul.

## Consecințele certificatelor

### Carol al IV-lea, Francesco Petrarca șiPrivilegium maius
Privilegium maius a fost trimis împăratului Carol al IV-lea pentru a fi confirmat la dieta ținută la Nürnberg în noiembrie 1360. Despre cum a reacționat Carol al IV-lea s-au scris multe, dar cert este doar faptul că împăratul a tratat Privilegium maius ca pe o listă de solicitări, pe care parțial le-a confirmat, unele dintre ele într-o formă modificată de el însuși, că pe unele dintre ele a refuzat să le confirme și că el și-a justificat deciziile.
Cercetătorii au păreri diferite în legătură cu opinia dată de Francesco Petrarca și care fusese solicitată de împăratul. Verdictul indignat și disprețuitor se referă doar la documentul din 4 octombrie 1058 emis de cancelaria regelui Henric al IV-lea pentru margraful Ernest al Austriei. Acesta conține confirmarea a două documente emise de împărații romani Iulius Caesar și Nero, a căror presupusă formulare este inserată în document, potrivit cărora regiunii istorice Noricum i s-au acordat drepturi speciale. Nu este clar dacă împăratul Carol al IV-lea a pus întregul set de documente la dispoziția lui Petrarca sau dacă împăratul a fost interesat doar de opinia acestuia asupra celor două texte pseudo-antice, umanistul fiind considerat la acea vreme unul dintre cei mai buni experți în antichitatea romană. În mod evident Petrarca a apreciat documentul ca fiind autentic însă nu conținutul acestuia și a considerat că funcționarii lui Henric al  IV-lea l-au întocmit bazându-se pe un fals.
După lungi conflicte cu Carol al IV-lea, Rudolf s-a limitat începând din 1361 la a impune în teritoriile familiei de Habsburg ideile din Privilegium maius. Unii dintre succesorii săi au continuat această politică.

### După Carol al IV-lea
Pe 25 martie 1421 noul rege romano-german Sigismund de Luxemburg, fiul lui Carol al IV-lea, în contextul înfeudării ducelui Albert al V-lea al Austriei i-a confirmat acestuia și privilegiile stipulate în Privilegium maius. Faptul a avut probabil o motivație, deoarece un an mai târziu, pe 22 aprilie 1422, Albert al V-lea s-a căsătorit cu fiica regelui Sigismund de Luxemburg.
În vara anului 1442, regele romano-german Frederic al III-lea de Habsburg a confirmat în favoarea familiei sale Privilegium maius, cu acordul principilor electori de Mainz, Brandenburg și Saxonia. Pe 6 ianuarie 1453, după ce fusese încoronat ca împărat, Frederic al III-lea a reconfirmat privilegiile în favoarea fratelui său Albert al VI-lea, incluzând în același timp o extensie esențială, care se referea în principal la titlul de arhiduce. Pe baza acestor două confirmări, Privilegium maius a fost instituit la mijlocul secolului al XV-lea ca fundament legal pentru unirea teritoriilor austriece, o evoluție care putea fi intuită încă de la crearea lui, devenind astfel carta constituțională fundamentală în „țările austriece” până la momentul creării Imperiului austriac. Scopul real al acordării titlului de arhiduce a fost, potrivit cercetărilor biografului Albrecht Langmaier, acela de a împiedica apelarea la instanța regală în justiție, având ca efect întărirea generală a stăpânirii habsburgice.
Împărații Rudolf al II-lea și Carol al VI-lea au confirmat încă o dată forța juridică a ceea ce se numește în germană Freiheitsbrief. Odată cu dizolvarea Sfântului Imperiu Roman în 1806, Privilegium maius și-a pierdut importanța. Abia în 1852 istoricul Wilhelm Wattenbach a stabilit pe bază de dovezi că Privilegium maius este un fals.